# Fort William Henry

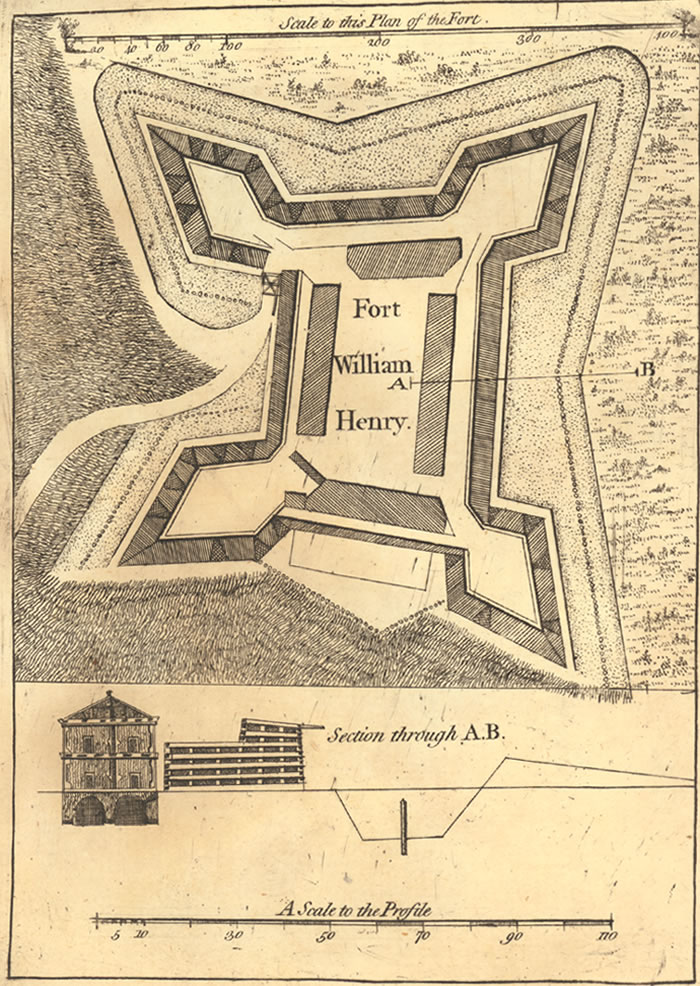
Detailplan des Forts aus dem Jahr 1765

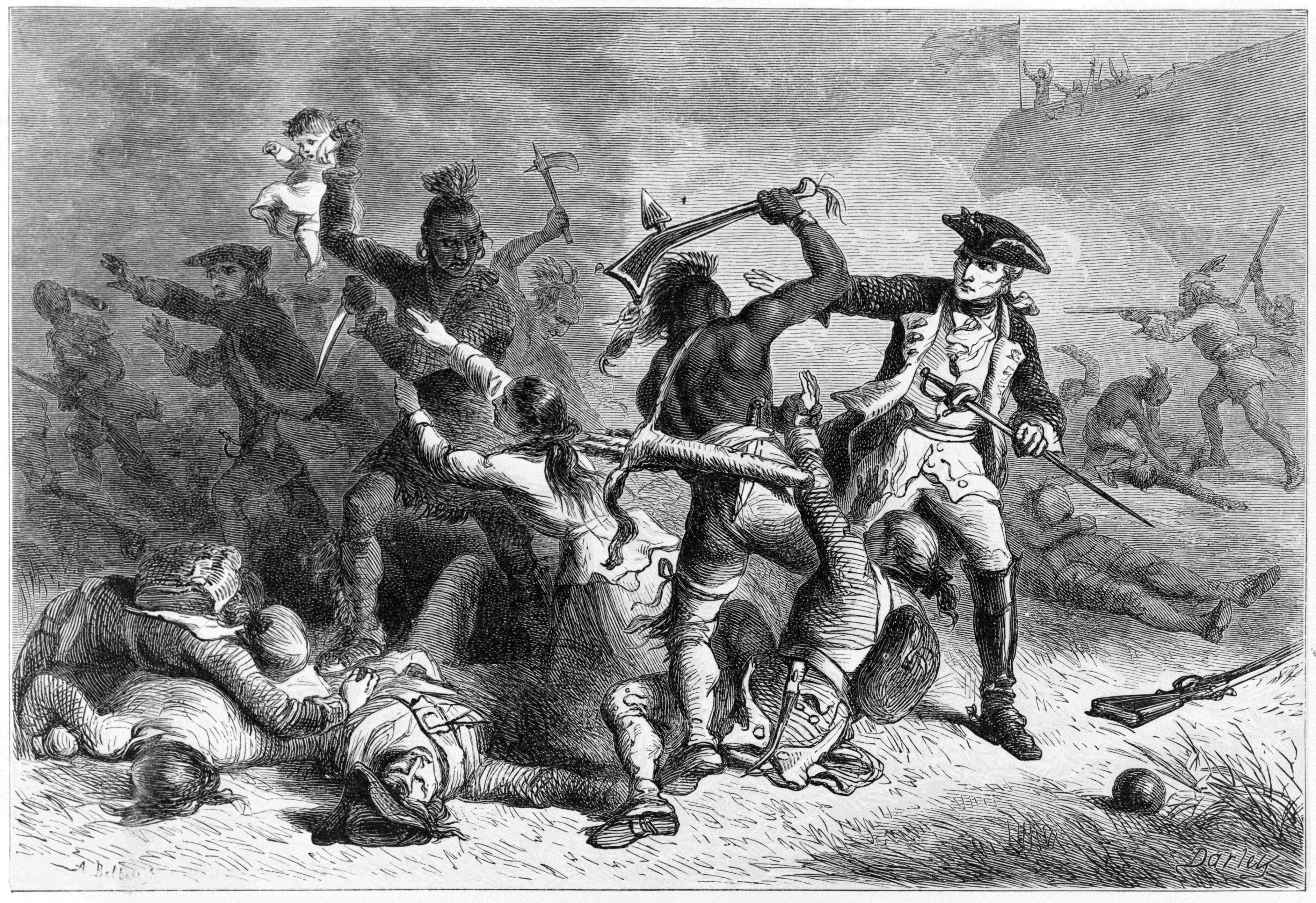
Montcalm versucht das Massaker zu stoppen; Holzstich von Alfred Bobbett nach einem Gemälde von Felix Octavius Carr Darley; erschienen zwischen 1870 und 1880.

Das britische Fort William Henry, benannt nach dem Prinzen William Henry, einem Enkel König Georgs II., lag am südlichen Ende des Lake George im heutigen US-Bundesstaat New York. Während des 1754–1763 ausgetragenen Franzosen- und Indianerkrieges (French and Indian War) wurde es als Ausgangsbasis für Angriffe gegen das französische Fort Carillon (Fort Ticonderoga) gebaut und war Teil einer Kette von britischen und französischen Befestigungen entlang des wichtigen Wasserwegs von New York nach Québec.

## Geschichte

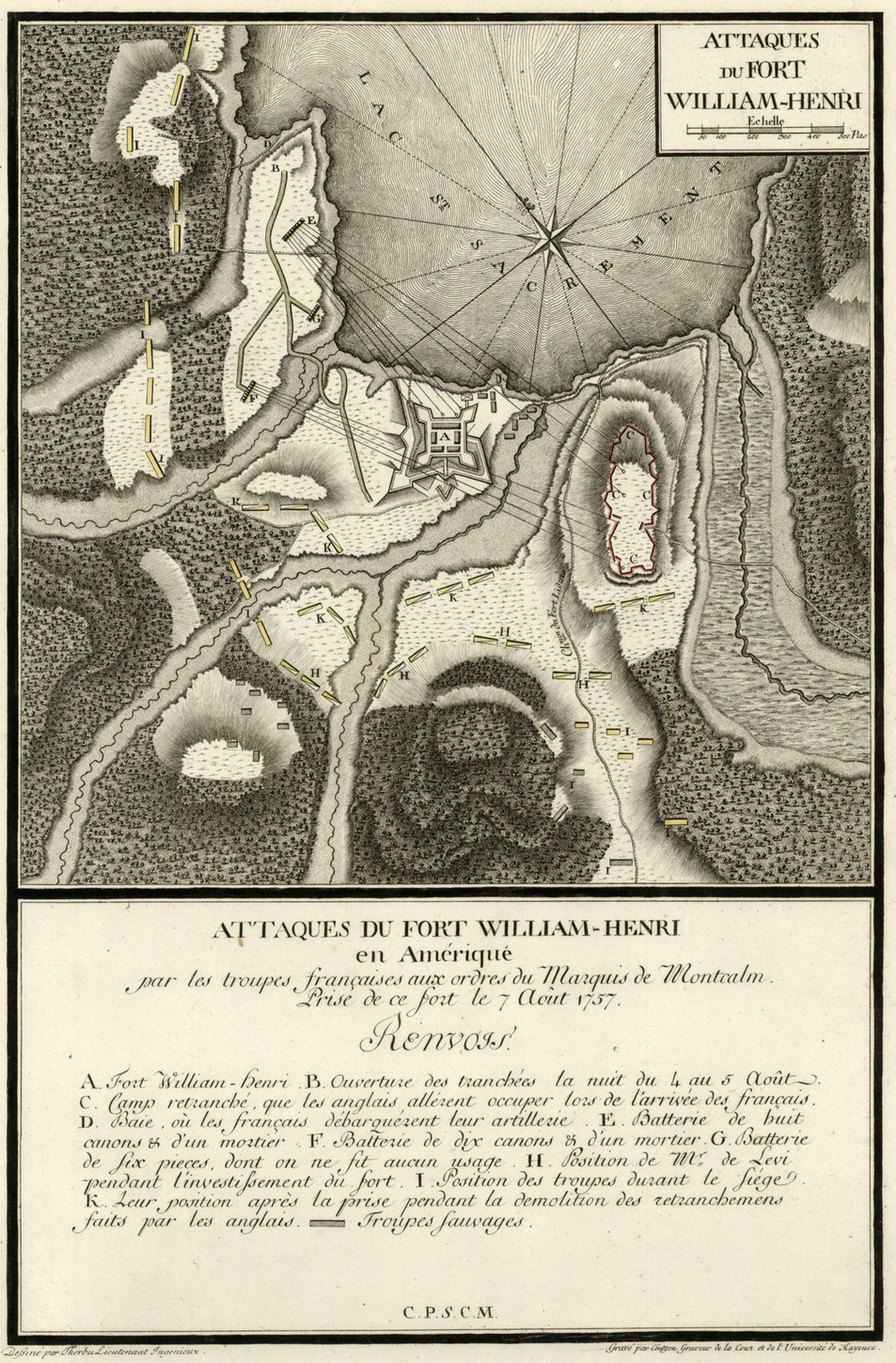
Plan vom Angriff der Franzosen auf das Fort am 7. August 1757;
nach de Therbu gestochen von Cöntgen

Im August 1757 begann eine Belagerung des von 2.200 britischen Soldaten und amerikanischen Milizionären, darunter Rogers’ Rangers, verteidigten Forts durch eine französische Armee unter dem Kommando von Louis-Joseph de Montcalm. Die Angreifer zählten 8.000 Mann, darunter 3.000 Mann Linientruppen, 3.000 Milizionäre und etwa 2.000 Indianer. Die von Oberstleutnant George Monro kommandierte Fortbesatzung musste nach schwerem Beschuss durch die Franzosen und dem Scheitern eines von Süden her erfolgten Entsatzversuchs kapitulieren.
Die Verteidiger und die Zivilisten, die zuvor ins Fort geflüchtet waren, zogen nach der zu großzügigen Bedingungen erfolgten Kapitulation ab. Auf dem Marsch wurden sie jedoch von den indianischen Verbündeten der Franzosen angegriffen. Diese waren mit den Kapitulationsvereinbarungen nicht einverstanden, da sie sich dadurch um ihre Kriegsbeute gebracht sahen. Viele der abziehenden Soldaten und Zivilisten wurden getötet, gefangen genommen oder ausgeraubt. Aus propagandistischen Gründen wurde dieser Vorfall später aufgebauscht und ging als das Fort William Henry-Massaker in die Geschichte ein. Zeitgenössische Berichte sprechen von bis zu 1.500 Toten, die tatsächliche Zahl dürfte jedoch zwischen 70 und 180 Getötete betragen haben. Von den Indianern wurden sogar die Leichen der während der Belagerung getöteten Fortbesatzung ausgegraben, ausgeplündert und dadurch eine Seuche ausgelöst. Die Franzosen brannten das Fort schließlich nieder und zogen sich nach Ticonderoga zurück.
Am einstigen Standort von Fort William Henry in der Gemeinde Lake George wurde ein Nachbau errichtet, der eine beliebte Touristenattraktion ist. Bekanntheit erlangte die Belagerung des Forts nicht zuletzt durch die literarische Verarbeitung in James Fenimore Coopers Roman Der letzte Mohikaner, der mehrfach verfilmt wurde.